# Amite County
Amite County je okres ve státě Mississippi ve Spojených státech amerických. K roku 2010 zde žilo 13 131 obyvatel. Správním městem okresu je Liberty. Celková rozloha okresu činí 1 895 km².